# Seria GP2 – Catalunya 2014
Runda GP2 na torze Circuit de Barcelona-Catalunya – druga runda mistrzostw serii GP2 w sezonie 2014.

## Lista startowa
| Zespół               | Nr | Kierowca            |
| -------------------- | -- | ------------------- |
| RT Russian Time      | 1  | Mitch Evans         |
| RT Russian Time      | 2  | Artiom Markiełow    |
| Carlin               | 3  | Felipe Nasr         |
| Carlin               | 4  | Julián Leal         |
| Racing Engineering   | 5  | Raffaele Marciello  |
| Racing Engineering   | 6  | Stefano Coletti     |
| DAMS                 | 7  | Jolyon Palmer       |
| DAMS                 | 8  | Stéphane Richelmi   |
| ART Grand Prix       | 9  | Takuya Izawa        |
| ART Grand Prix       | 10 | Stoffel Vandoorne   |
| Hilmer Motorsport    | 11 | Daniel Abt          |
| Hilmer Motorsport    | 12 | Facu Regalía        |
| Rapax                | 14 | Adrian Quaife-Hobbs |
| Rapax                | 15 | Simon Trummer       |
| Arden International  | 16 | René Binder         |
| Arden International  | 17 | Tom Dillmann        |
| EQ8 Caterham Racing  | 18 | Rio Haryanto        |
| EQ8 Caterham Racing  | 19 | Alexander Rossi     |
| MP Motorsport        | 20 | Daniël de Jong      |
| MP Motorsport        | 21 | Tio Ellinas         |
| Trident              | 22 | Sergio Canamasas    |
| Trident              | 23 | Johnny Cecotto Jr.  |
| Venezuela GP Lazarus | 24 | Nathanaël Berthon   |
| Venezuela GP Lazarus | 25 | Conor Daly          |
| Campos Racing        | 26 | Arthur Pic          |
| Campos Racing        | 27 | Kimiya Satō         |

## Wyniki

### Sesja treningowa
| Nr | Kierowca      | Konstruktor | Czas     | Okr. |
| -- | ------------- | ----------- | -------- | ---- |
| 7  | Jolyon Palmer | DAMS        | 1:30,448 | 19   |

### Kwalifikacje
Źródło: Autosport
| Poz. | Nr | Kierowca            | Konstruktor          | Czas     | Poz. s. |
| ---- | -- | ------------------- | -------------------- | -------- | ------- |
| 1    | 8  | Stéphane Richelmi   | DAMS                 | 1:29,293 | 1       |
| 2    | 7  | Jolyon Palmer       | DAMS                 | 1:29,421 | 2       |
| 3    | 6  | Stefano Coletti     | Racing Engineering   | 1:29,514 | 3       |
| 4    | 5  | Raffaele Marciello  | Racing Engineering   | 1:29,650 | 4       |
| 5    | 3  | Felipe Nasr         | Carlin               | 1:29,698 | 5       |
| 6    | 1  | Mitch Evans         | Russian Time         | 1:29,703 | 6       |
| 7    | 4  | Julián Leal         | Carlin               | 1:29,841 | 7       |
| 8    | 19 | Alexander Rossi     | Caterham Racing      | 1:29,893 | 8       |
| 9    | 21 | Tio Ellinas         | MP Motorsport        | 1:29,902 | 9       |
| 10   | 10 | Stoffel Vandoorne   | ART Grand Prix       | 1:29,963 | 10      |
| 11   | 18 | Rio Haryanto        | Caterham Racing      | 1:29,983 | 11      |
| 12   | 17 | Tom Dillmann        | Arden International  | 1:30,289 | 12      |
| 13   | 26 | Arthur Pic          | Campos Racing        | 1:30,300 | 13      |
| 14   | 11 | Daniel Abt          | Hilmer Motorsport    | 1:30,412 | 14      |
| 15   | 24 | Nathanaël Berthon   | Venezuela GP Lazarus | 1:30,470 | 15      |
| 16   | 23 | Johnny Cecotto Jr.  | Trident              | 1:30,496 | 16      |
| 17   | 27 | Kimiya Satō         | Campos Racing        | 1:30,510 | 17      |
| 18   | 16 | René Binder         | Arden International  | 1:30,553 | 18      |
| 19   | 20 | Daniël de Jong      | MP Motorsport        | 1:30,617 | 19      |
| 20   | 22 | Sergio Canamasas    | Trident              | 1:30,737 | 20      |
| 21   | 12 | Facu Regalía        | Hilmer Motorsport    | 1:30,790 | 21      |
| 22   | 14 | Adrian Quaife-Hobbs | Rapax                | 1:30,884 | 22      |
| 23   | 9  | Takuya Izawa        | ART Grand Prix       | 1:30,903 | 23      |
| 24   | 15 | Simon Trummer       | Rapax                | 1:30,923 | 24      |
| 25   | 2  | Artiom Markiełow    | Russian Time         | 1:31,336 | 25      |
| 26   | 25 | Conor Daly          | Venezuela GP Lazarus | 1:31,558 | 26      |
| Poz. | Nr | Kierowca            | Konstruktor          | Czas     | Poz. s. |

### Główny wyścig

#### Wyścig
Źródło: Wyprzedź Mnie!
| P                 | + / –     | Nr | Kierowca            | Konstruktor          | Okr. | Czas / Strata                     | Komentarz |
| ----------------- | --------- | -- | ------------------- | -------------------- | ---- | --------------------------------- | --------- |
| 1                 | 15        | 23 | Johnny Cecotto Jr.  | Trident              | 36   | 1h00m28,853                       |           |
| 2                 | Bez zmian | 7  | Jolyon Palmer       | DAMS                 | 36   | +0:03,409                         |           |
| 3                 | 2         | 3  | Felipe Nasr         | Carlin               | 36   | +0:03,750                         |           |
| 4                 | 3         | 4  | Julián Leal         | Carlin               | 36   | +0:06,128                         |           |
| 5                 | 6         | 18 | Rio Haryanto        | Caterham Racing      | 36   | +0:15,895                         |           |
| 6                 | 7         | 26 | Arthur Pic          | Campos Racing        | 36   | +0:16,842                         |           |
| 7                 | 2         | 21 | Tio Ellinas         | MP Motorsport        | 36   | +0:18,407                         |           |
| 8                 | 4         | 17 | Tom Dillmann        | Arden International  | 36   | +0:20,565                         |           |
| 9                 | 13        | 14 | Adrian Quaife-Hobbs | Rapax                | 36   | +0:21,265                         |           |
| 10                | 9         | 8  | Stéphane Richelmi   | DAMS                 | 36   | +0:21,460                         |           |
| 11                | 14        | 2  | Artiom Markiełow    | Russian Time         | 36   | +0:22,233                         |           |
| 12                | 12        | 15 | Simon Trummer       | Rapax                | 36   | +0:22,804                         |           |
| 13                | 3         | 10 | Stoffel Vandoorne   | ART Grand Prix       | 36   | +0:23,397                         |           |
| 14                | 8         | 1  | Mitch Evans         | Russian Time         | 36   | +0:23,630                         |           |
| 15                | 3         | 16 | René Binder         | Arden International  | 36   | +0:37,682                         | [ 5 ]     |
| 16                | 13        | 6  | Stefano Coletti     | Racing Engineering   | 36   | +0:41,847                         | [ 5 ]     |
| 17                | 3         | 22 | Sergio Canamasas    | Trident              | 36   | +0:42,769                         |           |
| 18                | 8         | 25 | Conor Daly          | Venezuela GP Lazarus | 36   | +0:45,415                         | [ 5 ]     |
| 19                | 2         | 27 | Kimiya Satō         | Campos Racing        | 36   | +0:48,653                         | [ a ]     |
| 20                | 3         | 9  | Takuya Izawa        | ART Grand Prix       | 36   | +0:52,965                         |           |
| Niesklasyfikowani |           |    |                     |                      |      |                                   |           |
|                   |           | 20 | Daniël de Jong      | MP Motorsport        | 26   | niedokręcone koło                 | [ 5 ]     |
|                   |           | 19 | Alexander Rossi     | Caterham Racing      | 18   | awaria                            |           |
|                   |           | 24 | Nathanaël Berthon   | Venezuela GP Lazarus | 3    | awaria                            |           |
|                   |           | 11 | Daniel Abt          | Hilmer Motorsport    | 1    | uszkodzenia z kolizji z Marciello |           |
|                   |           | 5  | Raffaele Marciello  | Racing Engineering   | 0    | kolizja z Abtem                   |           |
|                   |           | 12 | Facu Regalía        | Hilmer Motorsport    | 0    | kolizja z Abtem i Marciello       |           |
| P                 | + / –     | Nr | Kierowca            | Konstruktor          | Okr. | Czas / Strata                     | Komentarz |

#### Najszybsze okrążenie
| Nr | Kierowca    | Konstruktor  | Czas     | Okr. |
| -- | ----------- | ------------ | -------- | ---- |
| 1  | Mitch Evans | Russian Time | 1:34,141 | 31   |

#### Premia za najszybsze okrążenie w TOP 10
| Nr | Kierowca    | Konstruktor | Czas     | Okr. |
| -- | ----------- | ----------- | -------- | ---- |
| 4  | Julián Leal | Carlin      | 1:35,164 | 9    |

#### Prowadzenie w wyścigu
| Nr                              | Kierowca           | Okrążenia   | Suma |
| ------------------------------- | ------------------ | ----------- | ---- |
| 23                              | Johnny Cecotto Jr. | 7-26, 29-36 | 27   |
| 7                               | Jolyon Palmer      | 1-5, 28-29  | 5    |
| 4                               | Julián Leal        | 5-6         | 1    |
| 18                              | Rio Haryanto       | 6-7         | 1    |
| 2                               | Artiom Markiełow   | 26-27       | 1    |
| 8                               | Stéphane Richelmi  | 27-28       | 1    |
| \| Wykres \| \| ------ \| \| \| |                    |             |      |
| Wykres                          |                    |             |      |
|                                 |                    |             |      |

### Sprint

#### Wyścig
Źródło: Wyprzedź Mnie!
| P                 | + / –     | Nr | Kierowca            | Konstruktor          | Okr. | Czas / Strata | Komentarz |
| ----------------- | --------- | -- | ------------------- | -------------------- | ---- | ------------- | --------- |
| 1                 | 5         | 3  | Felipe Nasr         | Carlin               | 26   | 42:01,901     |           |
| 2                 | 5         | 7  | Jolyon Palmer       | DAMS                 | 26   | +0:07,635     |           |
| 3                 | 2         | 17 | Tom Dillmann        | Arden International  | 26   | +0:13,814     |           |
| 4                 | 1         | 26 | Arthur Pic          | Campos Racing        | 26   | +0:14,172     |           |
| 5                 | Bez zmian | 4  | Julián Leal         | Carlin               | 26   | +0:14,732     |           |
| 6                 | 2         | 23 | Johnny Cecotto Jr.  | Trident              | 26   | +0:18,842     |           |
| 7                 | 3         | 8  | Stéphane Richelmi   | DAMS                 | 26   | +0:19,236     |           |
| 8                 | 6         | 6  | Stefano Coletti     | Racing Engineering   | 26   | +0:22,993     |           |
| 9                 | Bez zmian | 14 | Adrian Quaife-Hobbs | Rapax                | 26   | +0:30,744     |           |
| 10                | 3         | 10 | Stoffel Vandoorne   | ART Grand Prix       | 26   | +0:31,379     |           |
| 11                | 9         | 21 | Tio Ellinas         | MP Motorsport        | 26   | +0:31,839     |           |
| 12                | 11        | 11 | Daniel Abt          | Hilmer Motorsport    | 26   | +0:32,142     |           |
| 13                | 7         | 9  | Takuya Izawa        | ART Grand Prix       | 26   | +0:33,313     |           |
| 14                | 7         | 19 | Alexander Rossi     | Caterham Racing      | 26   | +0:34,189     |           |
| 15                | 4         | 27 | Kimiya Satō         | Campos Racing        | 26   | +0:37,025     |           |
| 16                | 8         | 5  | Raffaele Marciello  | Racing Engineering   | 26   | +0:38,689     |           |
| 17                | 8         | 12 | Facu Regalía        | Hilmer Motorsport    | 26   | +0:39,975     |           |
| 18                | 1         | 22 | Sergio Canamasas    | Trident              | 26   | +0:44,122     |           |
| 19                | 7         | 20 | Daniël de Jong      | MP Motorsport        | 26   | +1:14,656     | [ b ]     |
| 20                | 6         | 1  | Mitch Evans         | Russian Time         | 25   | +1 okr.       |           |
| Niesklasyfikowani |           |    |                     |                      |      |               |           |
|                   |           | 16 | René Binder         | Arden International  | 2    |               |           |
|                   |           | 24 | Nathanaël Berthon   | Venezuela GP Lazarus | 2    |               |           |
|                   |           | 2  | Artiom Markiełow    | Russian Time         | 2    |               |           |
|                   |           | 15 | Simon Trummer       | Rapax                | 1    |               |           |
|                   |           | 25 | Conor Daly          | Venezuela GP Lazarus | 1    |               |           |
|                   |           | 18 | Rio Haryanto        | Caterham Racing      | 0    |               |           |
| P                 | + / –     | Nr | Kierowca            | Konstruktor          | Okr. | Czas / Strata | Komentarz |

#### Najszybsze okrążenie
| Nr | Kierowca       | Konstruktor   | Czas     | Okr. |
| -- | -------------- | ------------- | -------- | ---- |
| 20 | Daniël de Jong | MP Motorsport | 1:34,261 | 6    |

#### Premia za najszybsze okrążenie w TOP 10
| Nr | Kierowca      | Konstruktor | Czas     | Okr. |
| -- | ------------- | ----------- | -------- | ---- |
| 7  | Jolyon Palmer | DAMS        | 1:34,583 | 6    |

#### Prowadzenie w wyścigu
| Nr                              | Kierowca     | Okrążenia | Suma |
| ------------------------------- | ------------ | --------- | ---- |
| 3                               | Felipe Nasr  | 1-26      | 25   |
| 17                              | Tom Dillmann | 1         | 1    |
| \| Wykres \| \| ------ \| \| \| |              |           |      |
| Wykres                          |              |           |      |
|                                 |              |           |      |

## Klasyfikacja po zakończeniu rundy

### Kierowcy
| P  | +/− | Kierowca            | Starty | Punkty | P1 | P2 | P3 | PP | NO | NS |
| -- | --- | ------------------- | ------ | ------ | -- | -- | -- | -- | -- | -- |
| 1  | 0   | Jolyon Palmer       | 4      | 70     | 1  | 2  | 1  | 1  | 3  | –  |
| 2  | 0   | Julián Leal         | 4      | 48     | –  | 1  | 1  | –  | 1  | 1  |
| 3  | +2  | Felipe Nasr         | 4      | 42     | 1  | –  | 1  | –  | –  | –  |
| 4  | +13 | Johnny Cecotto Jr.  | 4      | 29     | 1  | –  | –  | –  | –  | –  |
| 5  | +2  | Arthur Pic          | 4      | 26     | –  | –  | –  | –  | –  | –  |
| 6  | −3  | Stoffel Vandoorne   | 4      | 25     | 1  | –  | –  | –  | –  | –  |
| 7  | −3  | Simon Trummer       | 4      | 18     | –  | 1  | –  | –  | –  | 1  |
| 8  | N   | Tom Dillmann        | 2      | 14     | –  | –  | 1  | –  | –  | –  |
| 9  | −3  | Stefano Coletti     | 4      | 13     | –  | –  | –  | –  | –  | –  |
| 10 | −1  | Stéphane Richelmi   | 4      | 13     | –  | –  | –  | 1  | –  | –  |
| 11 | +8  | Rio Haryanto        | 4      | 10     | –  | –  | –  | –  | –  | 1  |
| 12 | −4  | Takuya Izawa        | 4      | 8      | –  | –  | –  | –  | –  | –  |
| 13 | −3  | Adrian Quaife-Hobbs | 4      | 7      | –  | –  | –  | –  | –  | –  |
| 14 | N   | Tio Ellinas         | 2      | 6      | –  | –  | –  | –  | –  | –  |
| 15 | −4  | René Binder         | 4      | 3      | –  | –  | –  | –  | –  | 1  |
| 16 | −4  | Mitch Evans         | 4      | 2      | –  | –  | –  | –  | –  | –  |
| 17 | −4  | Artiom Markiełow    | 4      | 0      | –  | –  | –  | –  | –  | 1  |
| 18 | −4  | Daniël de Jong      | 4      | 0      | –  | –  | –  | –  | –  | 1  |
| 19 | −3  | Daniel Abt          | 4      | 0      | –  | –  | –  | –  | –  | 1  |
| 20 | −5  | Conor Daly          | 4      | 0      | –  | –  | –  | –  | –  | 2  |
| 21 | +5  | Alexander Rossi     | 4      | 0      | –  | –  | –  | –  | –  | 1  |
| 22 | −4  | Jon Lancaster       | 2      | 0      | –  | –  | –  | –  | –  | –  |
| 23 | 0   | Kimiya Satō         | 4      | 0      | –  | –  | –  | –  | –  | 1  |
| 24 | −2  | Raffaele Marciello  | 4      | 0      | –  | –  | –  | –  | –  | 1  |
| 25 | N   | Sergio Canamasas    | 2      | 0      | –  | –  | –  | –  | –  | –  |
| 26 | −2  | Facu Regalía        | 4      | 0      | –  | –  | –  | –  | –  | 2  |
| 27 | −7  | Nathanaël Berthon   | 4      | 0      | –  | –  | –  | –  | –  | 2  |
| 28 | −7  | André Negrão        | 2      | 0      | –  | –  | –  | –  | –  | –  |
| 29 | −4  | Axcil Jefferies     | 2      | 0      | –  | –  | –  | –  | –  | 1  |
| P  | +/− | Kierowca            | Starty | Punkty | P1 | P2 | P3 | PP | NO | NS |

### Konstruktorzy
| P  | +/− | Konstruktor          | Starty | Punkty | P1 | P2 | P3 | PP | NO | NS |
| -- | --- | -------------------- | ------ | ------ | -- | -- | -- | -- | -- | -- |
| 1  | +1  | Carlin               | 8      | 90     | 1  | 1  | 2  | –  | 1  | –  |
| 2  | −1  | DAMS                 | 8      | 83     | 1  | 2  | 1  | 2  | 3  | –  |
| 3  | 0   | ART Grand Prix       | 8      | 33     | 1  | –  | –  | –  | –  | –  |
| 4  | +8  | Trident              | 8      | 29     | 1  | –  | –  | –  | –  | 1  |
| 5  | +1  | Campos Racing        | 8      | 26     | –  | –  | –  | –  | –  | 1  |
| 6  | −2  | Rapax                | 8      | 24     | –  | 1  | –  | –  | –  | 1  |
| 7  | 0   | Arden International  | 8      | 17     | –  | –  | 1  | –  | –  | 1  |
| 8  | −3  | Racing Engineering   | 8      | 13     | –  | –  | –  | –  | –  | 1  |
| 9  | +4  | Caterham Racing      | 8      | 10     | –  | –  | –  | –  | –  | 2  |
| 10 | −1  | MP Motorsport        | 8      | 6      | –  | –  | –  | –  | –  | 1  |
| 11 | −3  | Russian Time         | 8      | 2      | –  | –  | –  | –  | –  | 1  |
| 12 | −1  | Hilmer Motorsport    | 8      | 0      | –  | –  | –  | –  | –  | 3  |
| 13 | −3  | Venezuela GP Lazarus | 8      | 0      | –  | –  | –  | –  | –  | 4  |
| P  | +/− | Konstruktor          | Starty | Punkty | P1 | P2 | P3 | PP | NO | NS |